# Liste der Baudenkmale in Podelzig
In der Liste der Baudenkmale in Podelzig sind alle Baudenkmale der brandenburgischen Gemeinde Podelzig und ihrer Ortsteile aufgelistet. Grundlage ist die Veröffentlichung der Landesdenkmalliste mit dem Stand vom 23. August 2023.

## Baudenkmale
In den Spalten befinden sich folgende Informationen:
- ID-Nr.: Die Nummer wird vom Brandenburgischen Landesamt für Denkmalpflege vergeben. Ein Link hinter der Nummer führt zum Eintrag über das Denkmal in der Denkmaldatenbank. In dieser Spalte kann sich zusätzlich das Wort Wikidata befinden, der entsprechende Link führt zu Angaben zu diesem Denkmal bei Wikidata.
- Lage: die Adresse des Denkmales und die geographischen Koordinaten. Link zu einem Kartenansichtstool, um Koordinaten zu setzen. In der Kartenansicht sind Denkmale ohne Koordinaten mit einem roten beziehungsweise orangen Marker dargestellt und können in der Karte gesetzt werden. Denkmale ohne Bild sind mit einem blauen bzw. roten Marker gekennzeichnet, Denkmale mit Bild mit einem grünen beziehungsweise orangen Marker.
- Bezeichnung: Bezeichnung in den offiziellen Listen des Brandenburgischen Landesamtes für Denkmalpflege. Ein Link hinter der Bezeichnung führt zum Wikipedia-Artikel über das Denkmal.
- Beschreibung: die Beschreibung des Denkmales
- Bild: ein Bild des Denkmales und gegebenenfalls einen Link zu weiteren Fotos des Baudenkmals im Medienarchiv Wikimedia Commons

### Podelzig
| ID-Nr.                           | Lage   | Bezeichnung                                                  | Beschreibung | Bild               |
| -------------------------------- | ------ | ------------------------------------------------------------ | --- | ------------------ |
| 09180816                         | (Lage) | Ruine der Dorfkirche mit zwei Grabsteinen und Kirchhofsmauer | Die ehemalige Kirche stammt aus dem Spätmittelalter. Vorher stand hier eine Kirche aus dem 13. Jahrhundert. Die Kirche wurde im Zweiten Weltkrieg stark beschädigt, der Turm blieb aber weitgehend erhalten. | weitere Bilder     |
| 09181905 Teilobjekt zu: 09180816 | ()     | Grabmal                                                      | Das Grabmal ist Ursula von Wulffen gewidmet. | ein Bild hochladen |
| 09181906 Teilobjekt zu: 09180816 | ()     | Grabmal                                                      | Hier beerdigt ist eine geborene von Burgsdorff. | ein Bild hochladen |
| 09180995                         | (Lage) | Eisenbahnbrücke Podelzig (Dreifeld-Ziegelbogenbrücke)        | Die Eisenbahnbrücke befindet sich an der ehemaligen Bahnstrecke Küstrin-Kietz–Frankfurt (Oder) im unteren Ortsteil von Podelzig. Erbaut wurde die Brücke in den Jahren 1856/1857.                            | weitere Bilder     |